# Li Ge
Li Ge (kinesiska: 李 舸), född den 12 april 1969, är en kinesisk gymnast.
Han tog OS-silver i lagmångkampen i samband med de olympiska gymnastiktävlingarna 1992 i Barcelona.